# Ванга (царство)
Ванга  — давньоіндійська держава на півдні сучасного Західного Бенгалу в гирлі річки Ганг. Займає важливе місце в епосах «Махабхарата» і «Рамаяна» і казках стародавньої Індії, а також в історії Шрі-Ланки.

## Історія
Виникло на початку культури сірої розмальованої кераміки ( XII ст. до н.е.). Набуло державної структури на початку культури північної чорної лощеної кераміки. Згідно «Магабхарати» засновником Ванги був родичем засновників царства Анга, Калінґа, Пундравардхана та Сухма. Також згідно цього епосу була переможена Парашурамою, а потім Панду. Також тут воював герой Карна, що підкорив Ангу і Вангу. У «Магабгараті» (II.44.9) йдеться про Ангу й Вангу як про єдину державу. У Битві на Курукшетрі військо Ванги, яке складалося з 10 тис. слонів, було суперником Пандавів.
«Рамаяна» згадує Вангу  як союзника Айодг'ї. Згідно Артхашастри Південну Бенгалію магарджи Ванги розділили з царством Гауда, що розташовувалося північніше. Мала найтісніші дипломатичні та торгівельні відносини з державами уздовж Гангу, Калінгою, Камарупою та Дханьяваді. Значно вплинуло на культурну та релігійну індіанізацію останньої.
Правителі царства Ванги здебільшого залишаються невідомими. У V до н.е. Віджая, син раджи Сінгабаху, переплив Бенгальську затоку та заснував державу на території сучасної Шрі-Ланки. 
У IV ст. до н.е. відбувається занепад держави, внаслідокчого володіння було розділено імперією Нанда і Самататою. В подальшою Ванга стала назвою регіону, де послідовно панували династії Хадга, Дева, Чандра і Варман. Остання припинила існування 1150 року. Разом з тим усі ці династії були васалами Маур'їв, Гуптів та Шашанка. 
З часів династії Чандра Ванга стала часто називатися Вангладеш. Після завоювання регоіну мусульманами його стали називати Бангала, що, можливо, походить від Вангали.

## Територія
Було розташовано у південній частині Бенгалії, з центральним регіоном, що включав сучасну південну Західну Бенгалію (Індія) і південно-західний Бангладеш (Кхулна і Барісал). Ймовірно було центром регіону Гангарідай, про яку згадують численні греко-римські письменники. Охоплювала гирла Гангу та острови біля нього. 
Згідно давньоіндійським записам поділялася на «Упа Ванга» (Малу Вангу) між річковою системою Падма-Меґхна на сході та річковою системою Бхаґіратхі-Хуґлі на заході, яка відповідає Джессору, і «Лісову Вангу», що відповідає Сундарбану.
Сусідами були царство Саматата на сході; Пундравардхана на півночі; і магаджанапади Маґадга, Анга, Сугма і Радха на заході.

## Устрій
Точну столицю стародавнього царства Ванги визначити не вдалося. Археологи вважають, що Коталіпара була столицею Ванги.

## Військо
Індійські та греко-римські письменники згадували про бойових слонів Ванги. Стародавні індійські записи називають Вангу центром моряків. Калідаса описує Вангу  як помітну морську силу. 

## Вірування
Протягом тривалого часу основою був ведизм, в подальшому поширилися джайнізм і буддизм та індуїзм.